# グレンフィナン高架橋
グレンフィナン高架橋（グレンフィナンこうかきょう、The Glenfinnan Viaduct）は、ウェスト・ハイランド線の鉄道高架橋で、スコットランド北西部のハイランドにある小さな村グレンフィナンに立っている。
西ハイランド地方のロッホであるシール湖を見下ろす位置にあり、橋を通過する時にはその湖面だけでなくグレンフィナンのモニュメント（『名もなきハイランダー』の像が置かれた塔）まで眼下に眺めることができる。

## 建設

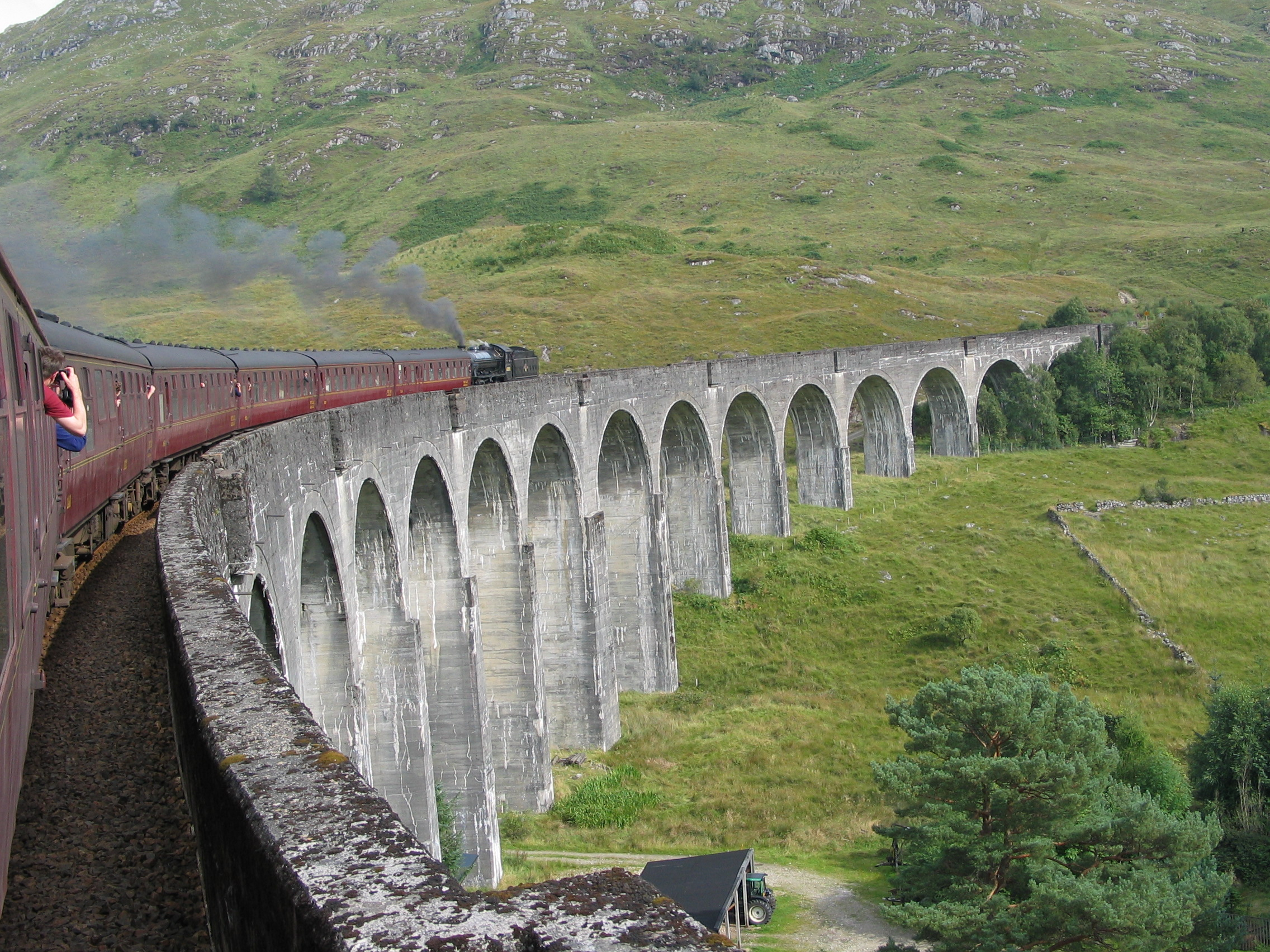
高架橋を走る列車からの眺め

ウェスト・ハイランド線の鉄道は、ルーカス・アンド・エアード社によってクレイグエンドランからフォート・ウィリアムまでが建設されたが、当時トーリー党と自由党が公共輸送への補助金問題で争っていた関係で、庶民院でのウェスト・ハイランド線をマレイグまで延長する法案の審議は停滞していた。結局この法案は1896年に可決されたのが、その頃にはルーカス・アンド・エアードは従業員ごと別の地方に移転していた。そのため新たな建設業者が必要となり、サー・ロバート・マカルパイン社がシンプソン・アンド・ウィルソン社とともに設計・施工管理として鉄道の延長工事を受注することになった。サー・ロバート・マカルパイン社は、マスコンクリートを使うという革新的な手法から「コンクリート・ボブ」の愛称さえついた、ロバート・マカルパインが率いる会社だった。この事業でもコンクリートが採用されたが、それはこの地域で採れる硬い結晶片岩では加工が困難だったためである。当時28歳の、マカルパインの息子ロバートが工事全体の責任者となり、下の息子のマルコムがその補役を務めた。
フォート・ウィリアムからマレイグまでの延長工事は1897年1月に始まり、路線は1901年4月1日に開業した。しかしグレンフィナン高架橋は、1898年10月には渓谷を横断して物資を輸送できるまで建設が進んでいた。橋の建設費用は18,904ポンドであった。
グレンフィナン高架橋には伝説のように長年にわたって語られている逸話があった。まだ工事の途中であった1898年か1899年に、1頭の馬が橋脚に落下したことがあるという噂である。馬が1頭はいるような大きさの掘削孔がある橋脚は2つしかなく、1987年に大学教授のローランド・パクストンがそれぞれの孔に魚眼レンズを押し込んで調査を行ったものの、結局工事中に馬が落下してそのまま工事が進んだという証拠を見つけることは出来なかった。
パクストンは地元での聞き取りをもとに1997年にも同じ手法でナンウアム湖高架橋を調査したが、橋脚には工事用の石が密集していることが判明しただけだった。しかし2001年にスキャニング技術が用いられて同じナンウアム湖高架橋の再調査が行われた際には、橋の中央にある巨大な支柱の内部に、1頭の馬と荷車が埋め込まれていることが判明した。

## 設計
高架橋はマスコンクリートで建設され、50フィート（15メートル）の半円スパンが21ある。長さは416ヤード（380メートル）で、スコットランド最長のコンクリート鉄道橋であり、100フィート（30メートル）の高さでフィナン川を横断する。ウェスト・ハイランド線は単線であり、パラペット間の幅は18フィート（5.5メートル）である。また、高架橋は、792フィート （241メートル）の曲線上に建設された。
高架橋に使われているマスコンクリートは、鉄筋コンクリートとは違って、金属による補強は全くされていない。通常は細骨材を使ったコンクリートを型枠に打ち込むことで作られ、特徴としては、圧縮力には強いが張力には弱くなる。

## 鉄道事業

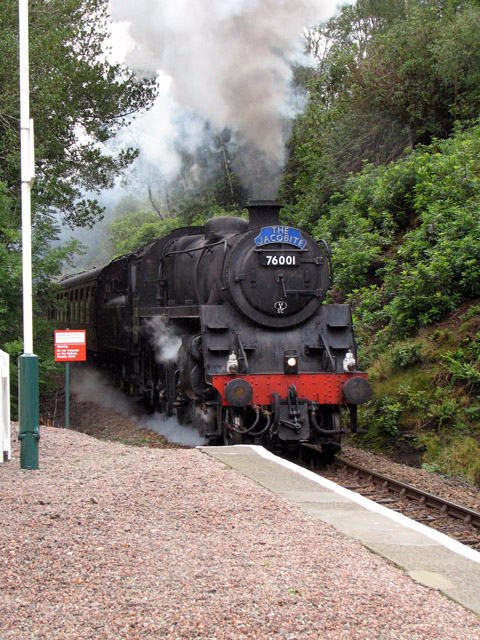
ビーズデール駅に到着するジャコバイト号

ウェスト・ハイランド線はフォート・ウィリアムとマレイグを繋ぎ、1800年代のハイランド放逐以降、大変な苦労を味わってきた漁業関係者だけでなくハイランドの経済全体にかかわる重要な幹線だった。
この鉄道路線は、いわゆる上下分離方式により運営されており、路線はロンドンのネットワーク・レールが所有・管理し、列車の運行はスコットランドの鉄道事業者アベリオ・スコットレールであり、グラスゴー・クイーンストリートとマレイグ間を旅客列車（通常は気動車）が走行している。さらに夏には観光列車会社であるウエスト・コースト鉄道によって蒸気機関車が牽引する「ジャコバイト号」が運行され、この地域で人気の観光イベントになっている。高架橋自体もこの路線の重要なアトラクションの一つになっている。

## メディア
グレンフィナン高架橋は、「かわうそ物語」、「シャーロット・グレイ」、「ストーン・オブ・ディスティニー」、「グレンの君主」「ザ・クラウン」といった映画やドラマ作品のロケに使われている。映画ハリー・ポッター・シリーズの4作品に橋が登場してからは、映画ファンが高架橋の上を歩いて列車とのニアミスを起こすことが数回起こり、イギリス鉄道警察がファンに対してやめるようにと注意喚起を促した。また、2018年のテレビゲームForza Horizon 4にもこの橋が登場した。
グレンフィナン高架橋は、繰り返しスコットランドの紙幣のデザインに採用されてきた。スコットランド銀行が2007年に発行した紙幣では、種類ごとにスコットランドの工業の象徴として様々な橋が描かれていて、グレンフィナン高架橋は10ポンド紙幣に使われた。

## ギャラリー

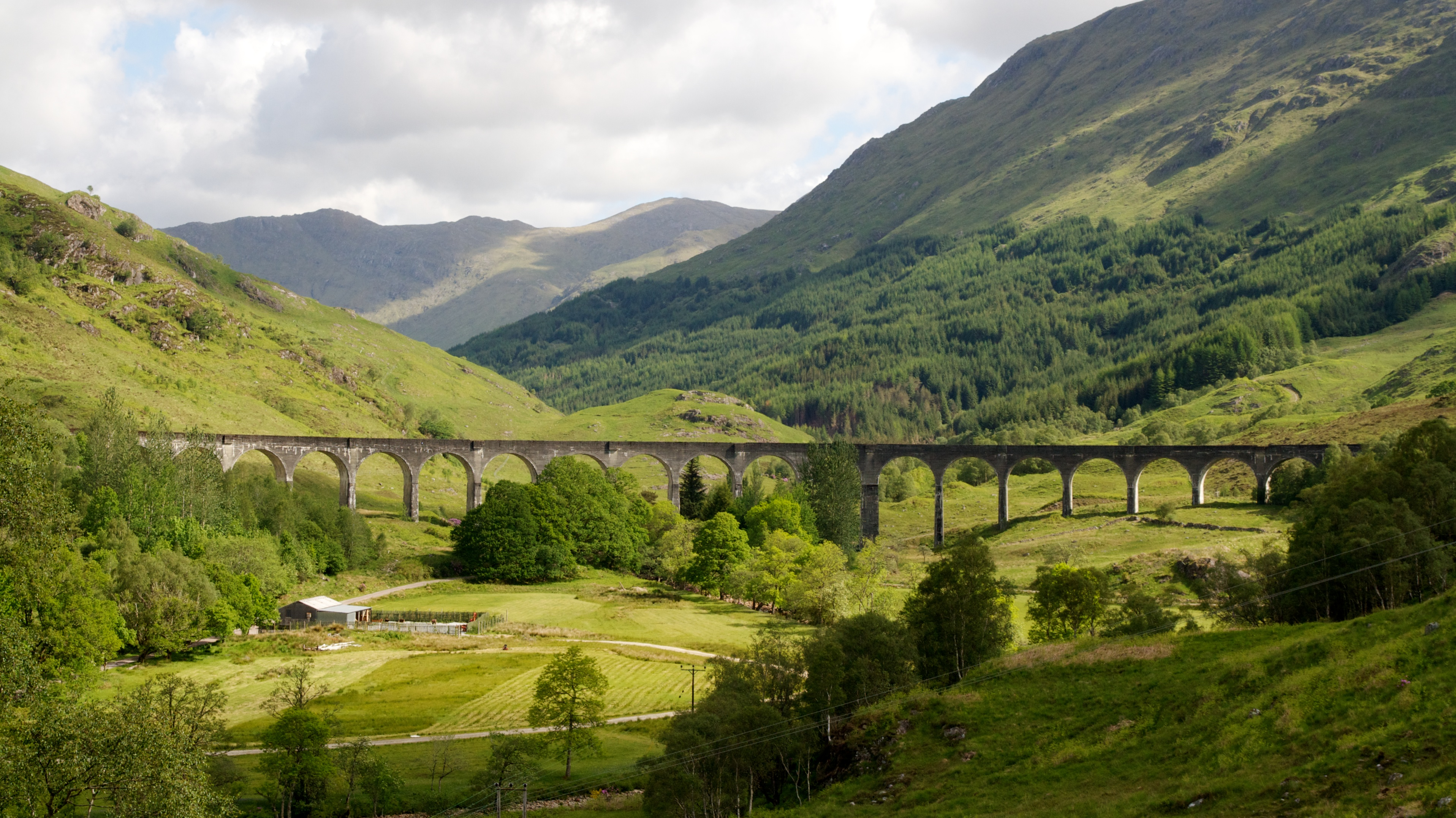
2012年撮影
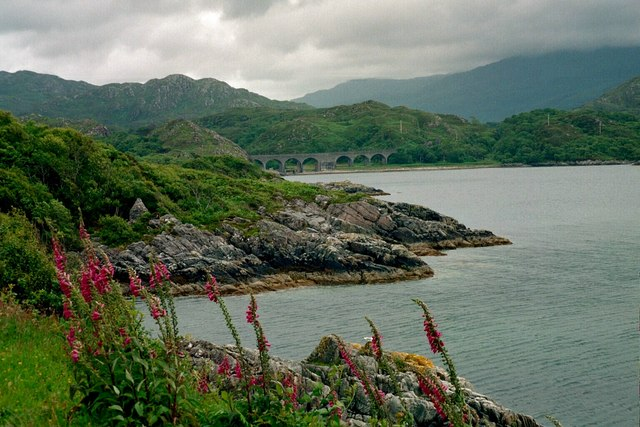
シール湖の北岸からの眺め
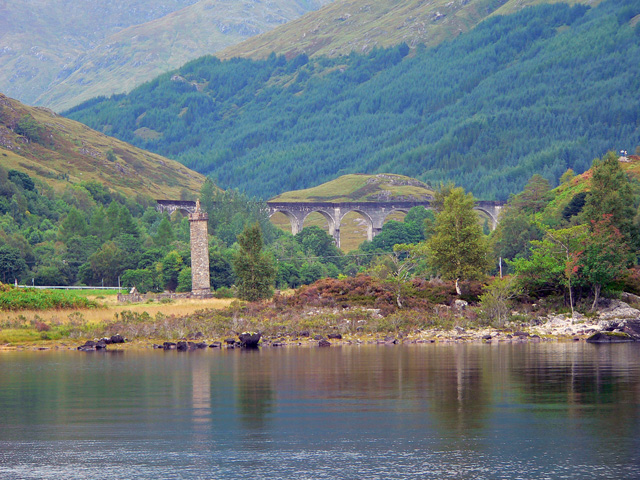
湖面からの眺め（左手の塔がグレンフィナンのモニュメント）
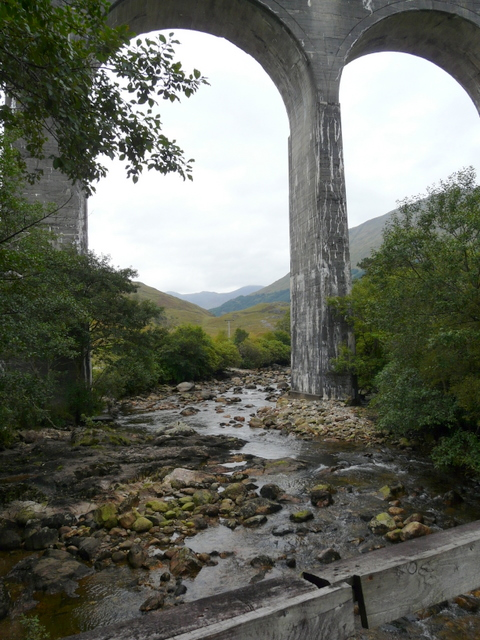
高架橋の下を流れるフィナン川
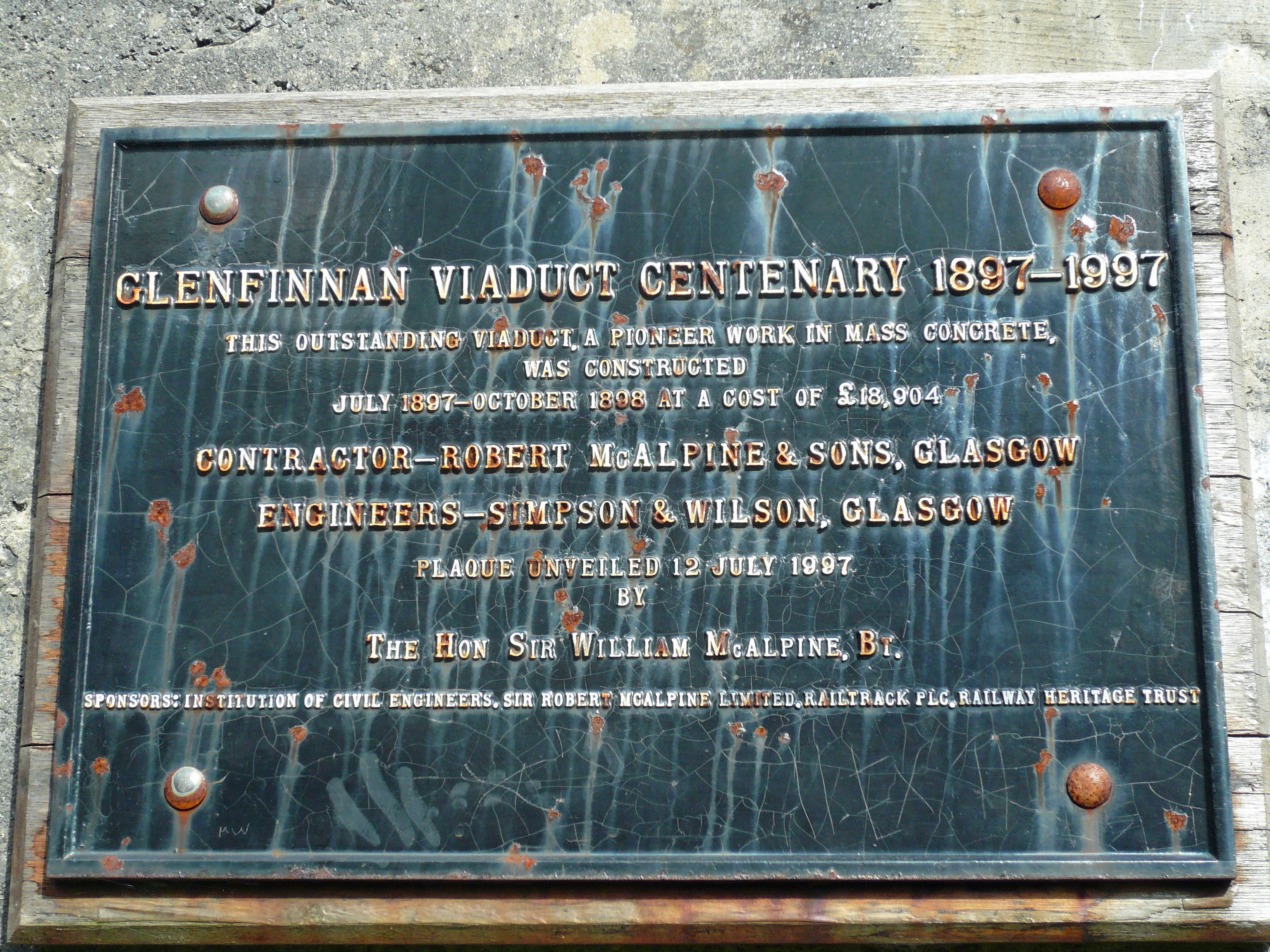
高架橋がマスコンクリートによる構造物の先駆けであることを讃える記念パネル

## 読書案内
- Haigh, Phil (27 August – 9 September 1997). “'Concrete Bob's' Scottish masterpiece”. RAIL (EMAP Apex Publications) (312):  40–41. ISSN 0953-4563. OCLC 49953699.